# Светицховели
Храм Светицховели (груз. სვეტიცხოვლის საკათედრო ტაძარი, дословно Храм животворног стуба) је саборни храм Грузијске православне цркве смештен у древној престоници Грузије, граду Мцхети, 20 километара североисточно од садашње грузијске престонице, Тбилисија. Друга је по величини црква у земљи, а заједно са осталим споменицима Мцхете налази се на УНЕСКО-вом списку светске баштине. Једна је од највећих светиња Грузијске православне цркве и Источног хришћанства у Закавказју.

## Историја
Светитскховели, познат и као место укопа Христовог плашта, дуго је био главна грузијска црква и до данас је једна од најпоштованијих богомоља. Садашњи саборни храм је грађен од 1010. до 1029, а архитекта је био Арсукисдзе. Место је вероватно још и старије, а датира у рани 4. век. Окружен је бројним легендама везаних првенствено уз ране хришћанске традиције.
Првобитна црква изграђена је у 4. веку за време владавине Миријана III. Света Нина је рекла да су изабрали ушће река Мтквари (Кура) и Арагви као место прве грузијске Цркве. Према грузијској хагиографије, у 1. веку грузијски Јеврејин из Мцхете по имену Илија је био у Јерусалиму када је Исус био разапет. Илија је купио Исусову хаљину од римског војника на Голготи и донео ју у Грузију. Вративши се у родни град, он је сусрео своју сестру Сидону која је након додиривања хаљине одмах умрла од емоција унесених у свети објекат. Хаљина није могла бити отргнута из њеног стиска, па је покопана са њим. Место где је Сидонија покопана са Христовим плаштом чува се у храму. Касније, из гроба је нарасло огромно дрво кедра. Наручено је да се кедар посече како би се изградила црква. Света Нина је имала 7 стубова од којих су рађене основе цркве. Седми стуб се, међутим, чудесним својствима сам од себе дигао у ваздух. Вратио се на земљу, након што се света Нина молила читаву ноћ. Рекла је да је из седмог стуба текла света течност која је лечила људе од болести. На грузијском "свети" значи "стуб", а "тскховели" значи "животворни", те од туда долази назив саборног храма. Икона која приказује овај догађај се може видети на другом стубу надесно од улаза. Репродуцирана широм Грузије, приказује Сидонију са анђелом како диже стуб на небо. Света Нина је у првом плану: краљ Миријан и његова супруга, краљица Нана, су са леве и десне стране. Грузија је и званично прихватила хришћанство као државну веру 319. године.
Светицховели је место крунисања али и гробна црква многих грузијских краљева, од којих су десеторо њих у њој сахрањени. До сад је пронађено шест гробница краљева, смештених у непосредној близини светилишта (олтара).
Саборни храм је оштећено неколико пута током историје, у време најезде Арабљана, Персијанаца и Тимура, а потом и за време руске владавине, укључујући и совјетску. Зграда је такође била оштећена у земљотресу.

## Галерија
- пресек са странепресек са стране
- пресек од улаза